# Христо Арнаудов
Христо Арнаудов, известен като Афуза, Арнаутина, Попчето и Хафъза, е български революционер, гюмюрджински войвода на Вътрешната македоно-одринска революционна организация.

## Биография
Арнаудов е роден на 20 март 1876 година в Мутафа паша, в Османската империя, днес в България. Организира революционния пункт в Хвойна в 1898 – 1899 година като представител на ВМОК. Наема кафенето на селското читалище, което се помещава на долния етаж в къщата на Спас Груев и образува революционен комитет, в който влизат учителят Иван Талев, чиновникът К. Златанов, фурнаджията Иван Македонеца, учителката в Павелско Райна Величкова от Варна, заместена по-късно от Пенка Медникарова и други.
След пристигането на Вълчо Сарафов в Чепеларе, в периода от есента на 1899 до май 1900 година Арнаудов, отново под прикритието на кафеджия, работи в пункта на Чепеларе, където е помощник на ръководителя Сарафов, а при нужда изпълнява и четнически функции. Христо Караманджуков го определя като „доста пъргав и находчив“.
През май 1900 година Арнаудов убива чепеларския кафеджия и турски шпионин Бекир ефенди, напуска Чепеларе и се мести в Хебибчево.
В 1903 година е в четата на Михаил Герджиков и участва в опита за атентат при гара Синекли през февруари.
| Списък на четниците на Христо Арнаудов, август 1903 г. | Списък на четниците на Христо Арнаудов, август 1903 г. | Списък на четниците на Христо Арнаудов, август 1903 г. | Списък на четниците на Христо Арнаудов, август 1903 г. | Списък на четниците на Христо Арнаудов, август 1903 г. | Списък на четниците на Христо Арнаудов, август 1903 г. |
| №                                                      | Име                                                    | Родно място                                            | Околия                                                 | Години                                                 | Служил ли е войник/бил ли е с чета                     |
| ------------------------------------------------------ | ------------------------------------------------------ | ------------------------------------------------------ | ------------------------------------------------------ | ------------------------------------------------------ | ------------------------------------------------------ |
| 1.                                                     | Христо Арнаудов                                        | Мустафа паша                                           |                                                        | 27                                                     | от 99 насам в Одринско                                 |
| 2.                                                     | Коста С. Тенишев                                       | Лозенград                                              |                                                        | 27                                                     | от 901 с Маджарова                                     |
| 3.                                                     | Бота Митов                                             | Крушево                                                |                                                        | 32                                                     | нов, служил е                                          |
| 4.                                                     | Начо Начков                                            | Сливен                                                 | България                                               | 25                                                     | нов, служил е                                          |
| 5.                                                     | Яни Войнов                                             | Мустафа паша                                           |                                                        | 26                                                     | нов                                                    |
| 6.                                                     | Нестор Иванов                                          | Одрин                                                  |                                                        | 32                                                     | нов                                                    |
| 7.                                                     | Костадин Дезимиров                                     | Пловдив                                                |                                                        | 28                                                     | нов, служил е                                          |
| 8.                                                     | Димитър Коибаширов                                     | Лозенград                                              |                                                        | 23                                                     | нов                                                    |
| 9.                                                     | Мите Аргиров                                           | Пловдив                                                |                                                        | 24                                                     | нов, служил е войник                                   |
| 10.                                                    | Васил Попов                                            | Велика                                                 | Малкотърновско                                         | 21                                                     | ходил 4 месеца с Кондолова в Одринско                  |
| 11.                                                    | Матю Ристов                                            | Габрово                                                |                                                        | 22                                                     | бил е 1 неделя с Никола Дечева, служил е               |
| 12.                                                    | Карчо Думчев                                           | Кукуш                                                  |                                                        | 24                                                     | бил е дълго време с Делчева и прочее                   |
| 13.                                                    | Ефтим Апостолов                                        | Струга                                                 |                                                        | 37                                                     | нов                                                    |

През Илинденско-Преображенското въстание е войвода в Свиленградско и през август 1903 година извършва нападението срещу село Костюкьой. Войвода е в Гюмюрджинско и Дедеагачко от 1904 година.
Загива на 3 юли 1908 година в местността Тирнево между селата Бадурен и Сачанли, Гюмюрджинско. Там четникът Кючука убива на място войводата, като това е одобрено мълчаливо от четниците. При пристигането в България четата се разпада.